# Laurel Brett
Laurel Kaye Brett (geboren 28. März 1951 in Manhattan) ist eine US-amerikanische Literaturwissenschaftlerin und Schriftstellerin.

## Leben
Laurel Brett studierte Literaturwissenschaften und wurde 1987 an der State University of New York mit einer Dissertation über Thomas Pynchon promoviert. Sie arbeitete als Community College Professorin am Nassau Community College der State University of New York. Sie mit Mark Kauffman verheiratet, sie haben zwei Kinder und leben in Port Jefferson, New York.
Brett veröffentlichte Lyrik, Essays und Hörspiele. Sie publizierte 2020 ihren Debütroman The Schrödinger Girl.

## Werke
- Toto, I have a feeling we’re not in Kansas anymore : discussions of Pynchon’s novels. State University of New York at Stony Brook, 1987
- Disquiet on the Western Front: World War II and Postmodern Fiction. Cambridge Scholars, 2016
- The Schrödinger Girl. Akashic Books, 2020